# Forces de la défense civile syrienne
Ne doit pas être confondu avec Casques blancs (Syrie).
La Défense civile (en arabe : الدفاع المدني) syrienne, est une organisation humanitaire de protection civile. Elle assure différents services d'urgence au sein de la République arabe syrienne. Créée en 1953, son objectif est d'assister et de venir en aide à la population lors de catastrophes d'origine naturelle ou technologique.

## Historique
Les Forces de la défense civile syrienne font partie de l'Organisation Internationale de Protection Civile (ICDO) depuis le 12 septembre 1972. L'organisation comptait environ 50 000 volontaires à cette date. Parmi les directeurs généraux de l'organisation a figuré le général de brigade Abdel-Chani Jamal. Les forces de défense civile sont divisées en unités.
De mars 2004 à février 2007, la défense civile de Lattaquié a participé, avec plusieurs autres organisations syriennes, à un projet de gestion des incendies, organisé par l'Organisation des Nations unies pour l'alimentation et l'agriculture (FAO). Celui-ci visait à améliorer la surveillance des zones boisées, principalement dans le but de mieux prévenir et gérer les feux de forêt.

### Durant la guerre civile
En septembre 2017, le centre de défense civile de Deir ez-Zor reçoit de nouveaux équipements à la suite de la levée du siège de la ville par les forces loyalistes.[réf. nécessaire]
Le 29 décembre 2017, la défense civile participe aux opérations de recherche de victimes civiles et militaires assassinées par Daech et enterrées dans deux fosses communes, près de la localité de Wawi, à l'ouest de la province de Raqqa. Celles-ci ont été découvertes grâce à des informations fournies par la population locale,,,.

## Rôle
Liste non exhaustive des types de missions effectuées par les unités de défense civile :
- opérations de secours et assistance aux victimes de catastrophes d'origine naturelle ou technologique, lutte contre les incendies ;
- gestion de l'évacuation des zones sinistrées et accompagnement de leurs habitants ;
- signalement de la présence et formation de la population sur la conduite à avoir en cas de présence d'agents chimiques ou radiologiques ;
- organisation de la gestion des abris publics de protection civile ;
- participation à des tâches de réparation des infrastructures et des réseaux de communication.